# 魚沼地域オフセット・クレジット活用推進協議会
魚沼地域オフセット・クレジット活用推進協議会（うおぬまちいきおふせっと・くれじっとかつようすいしんきょうぎかい）は、新潟県魚沼地域のカーボンオフセット・プロジェクトを支援している組織である。

## 概要
- 全国で初めて、新潟県オフセット・クレジット制度が国のプログラム認証を取得（平成22年1月18日）。新潟県J-VER プロジェクト実施地「魚沼地域」では、2プロジェクト案件を認証してクレジットを発行。この制度はオフセット商品の購入などを通じて、森林整備などに資金を提供することにより、自らの排出量（二酸化炭素）の全部又は一部の吸収量を相殺（オフセット）する仕組みである。

### プロジェクト名
- 「名水を守る森」苗場山麓竜神の森プロジェクト[1][2]
  - 森林面積： 163.23ha
  - クレジット量： 2,677トン-CO2発行（2013年の予定クレジット発行量：1,300トン-CO2）
  - 担当部署（津南町森林組合）
- 「間伐材の利活用も積極的に推進」 南魚沼市銘水の森間伐プロジェクト[3][4]
  - 森林面積： 82ha
  - クレジット量： 2,000トン見込み
  - 担当部署（南魚沼市市民生活部環境交通課）

### 提携先
- スノーカントリートレイル（雪国観光圏）[5][6][7]

### 導入企業
- 日本興亜損害保険株式会社[8]
- サントリービバレッジサービス株式会社（旧 中部ペプシコーラ販売株式会社）
- 株式会社竜ヶ窪温泉
- 六日町八海山スキー場
- 株式会社プリンスホテル [9][10]
- KEEN Japan（伊藤忠ホームファッション株式会社）[11][12][13]
- ホテルサンルート新潟[14]

## 沿革
- 2011年（平成23年）- 9月27日、「名水を守る森」苗場山麓竜神の森プロジェクトが「新潟県版J-VER」を取得。[15]
- 2012年（平成24年）- 8月8日、「南魚沼市銘水の森」間伐プロジェクト が「新潟県版J-VER」を取得。[15][16]
  - 10月16日、雪国観光圏フォーラム2012「100年後も雪国であるために」を開催。（NASPAニューオータニ）[17]
  - 12月13日、エコプロダクツ2012（第14回）に出展。（会場：東京ビッグサイト）
- 2013年（平成25年）- 2月6日、「カーボン・マーケットEXPO 2013」に出展（会場：東京国際フォーラム）[18]
  - 10月21日、新潟県カーボン・オフセット活用促進事業 企業向けカーボン・オフセットマッチングイベントを開催。[19]
  - 12月12日、エコプロダクツ2013（第15回）に出展（会場：東京ビッグサイト）[20]